# Tour de Colombie 1967
Le Tour de Colombie 1967, qui se déroule du 14 avril au 4 mai 1967, est une épreuve cycliste remportée par le Colombien Martín Emilio Rodríguez, qui empoche ainsi son quatrième Tour de Colombie. Cette course est composée de vingt étapes.